# Léon Delagrange

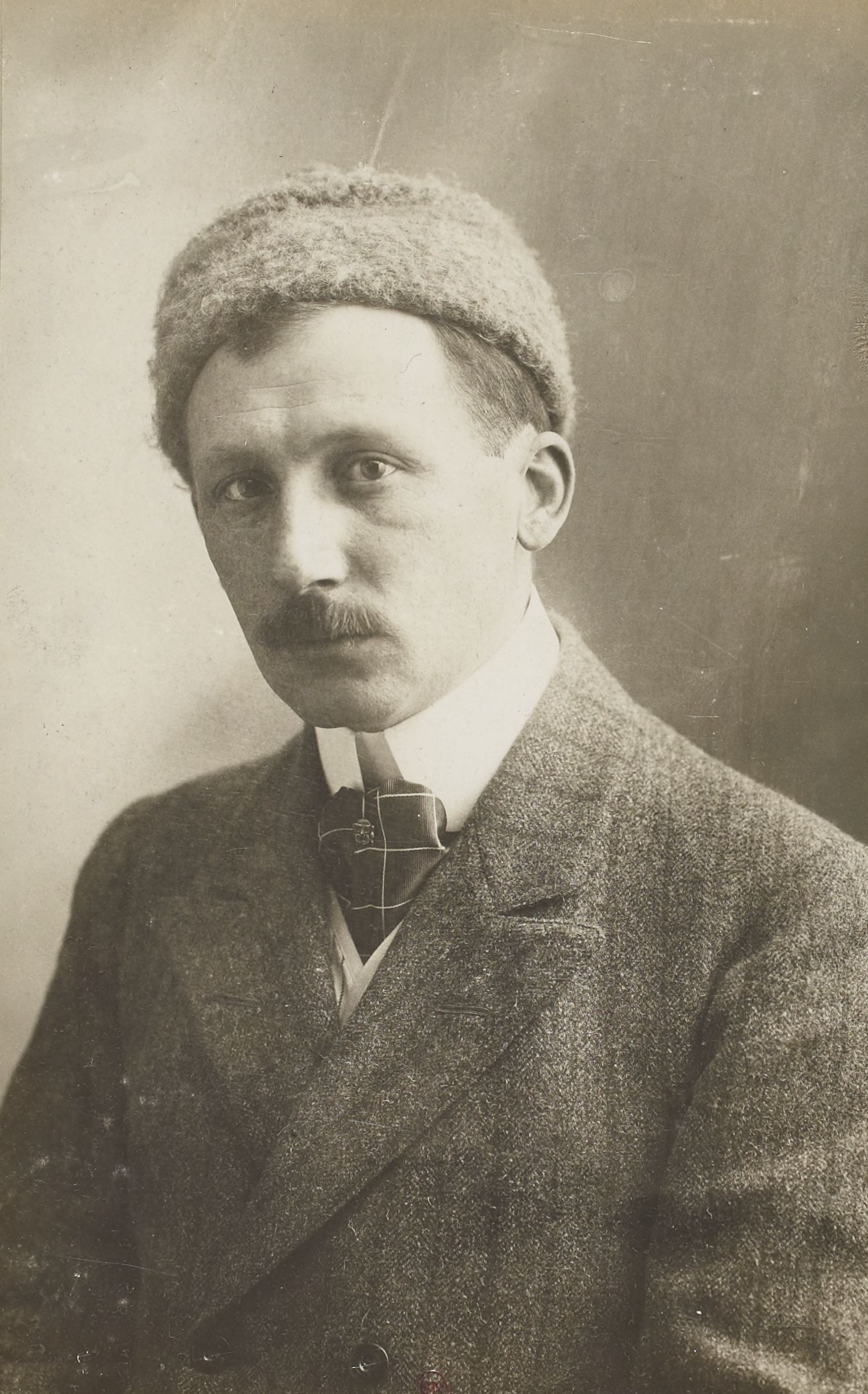
Léon Delagrange, zwischen 1908 und 1910

Ferdinand Marie Léon Delagrange, auch Léon Noël Delagrange (* 13. März 1872 in Orléans, Frankreich; † 4. Januar 1910 in Bordeaux, Frankreich) war ein französischer Bildhauer des Jugendstils und des Art déco. Als Pionier der Luftfahrt starb er bei einem Flugunfall in Croix d'Hins bei Bordeaux.

## Leben

### Bildhauer

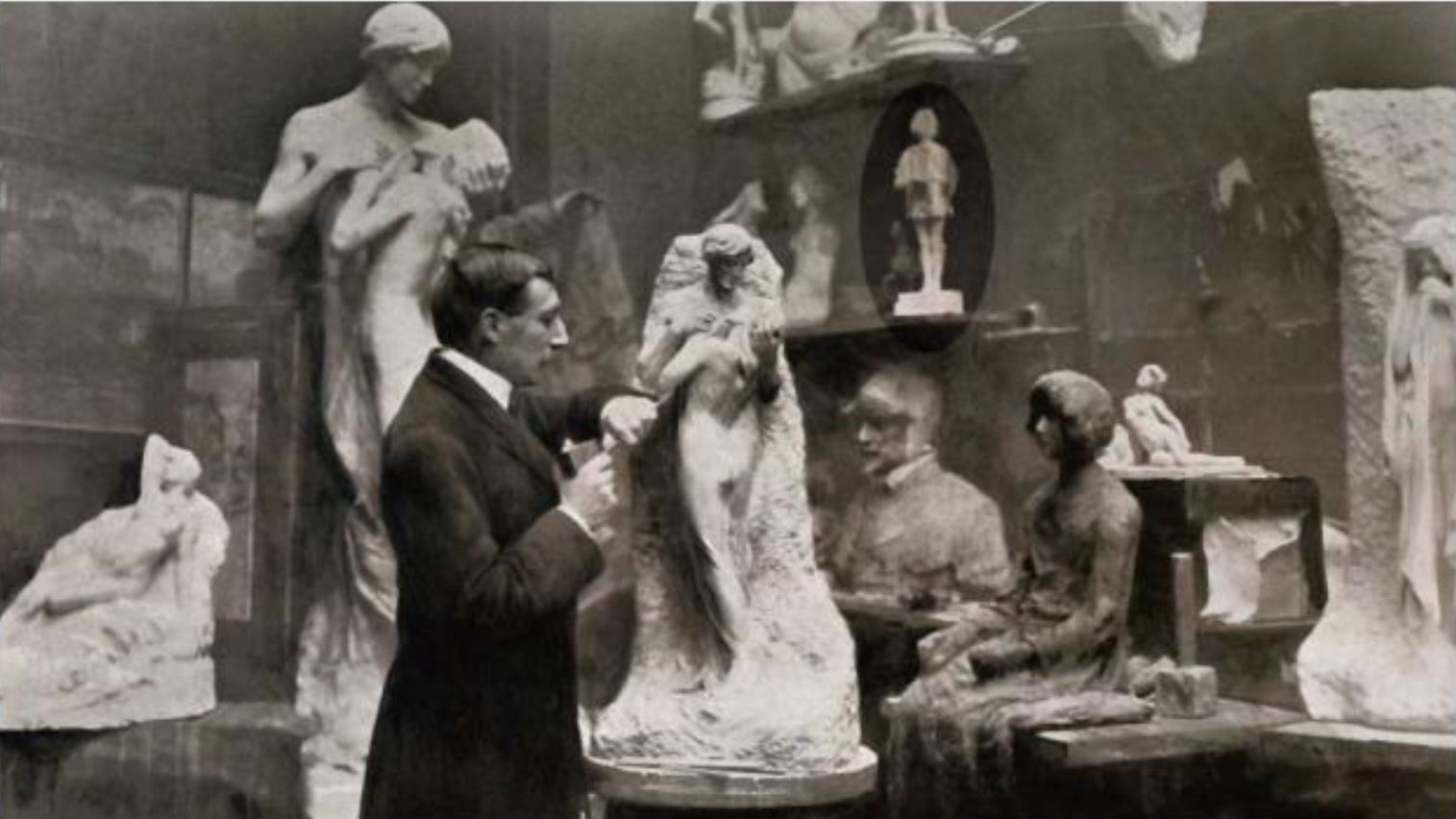
Léon Delagrange in seinem Studio, 1908. Oval markiert ist ein Arbeitsmodell des Florentiner Pagen oder Le page royal.

Léon Delagrange war der Sohn eines Textilfabrikanten. Als Jugendlicher studierte er an der École nationale supérieure des beaux-arts de Paris bei Louis-Ernest Barrias und Charles Vital-Cornu. Von 1894 bis 1907 stellte er auf den Salons der Société des Artistes Français in Paris aus, wo er 1901 eine Auszeichnung erhielt.
Er fertigte Büsten und chryselephantine Statuetten aus Bronze und Elfenbein. Einige seiner Arbeiten wie Le page royal und Templier wurden von der Pariser Bildgießerei Arthur Goldscheider handwerklich umgesetzt, andere wie Loie Fuller von der Fonderie Colin & Cie. Als Künstler war er unter dem Namen Léon Noël Delagrange bekannt.
Werke (Auswahl)
- Le page royal
- Symboliste
- Loïe Fuller, Tänzerin
- Pensée Nue Assise
- Templier
- Gitane
- La Belle Milanaise
- La Liseuse
- Vide-poches figurant une femme fleur
- Tunisienne
- L'venittiene
- Jeanne D'Arc
- Vase soliflore
- Trois grâces

### Pilot

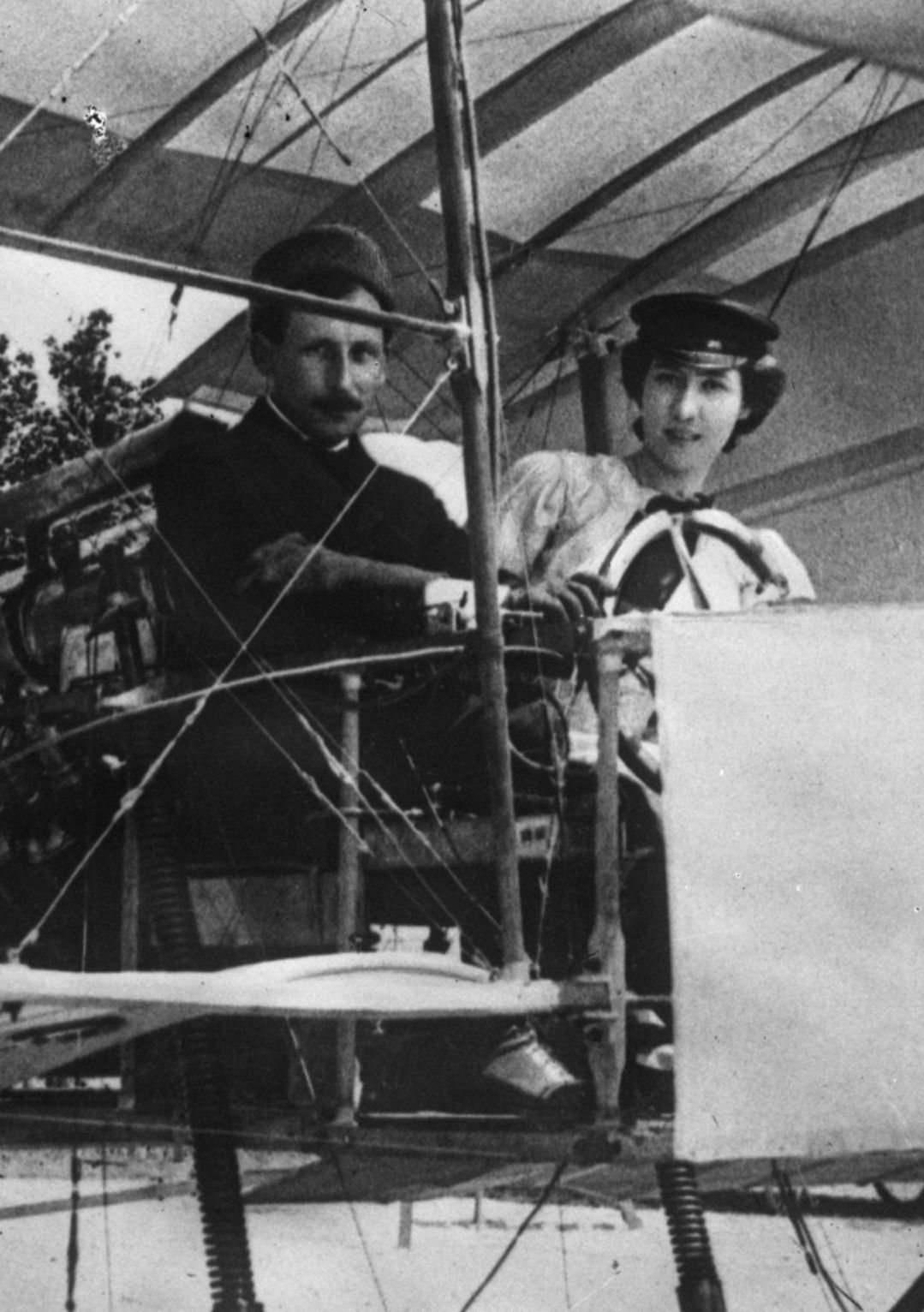
Delagrange mit Thérèse Peltier am 8. Juli 1908 in Turin

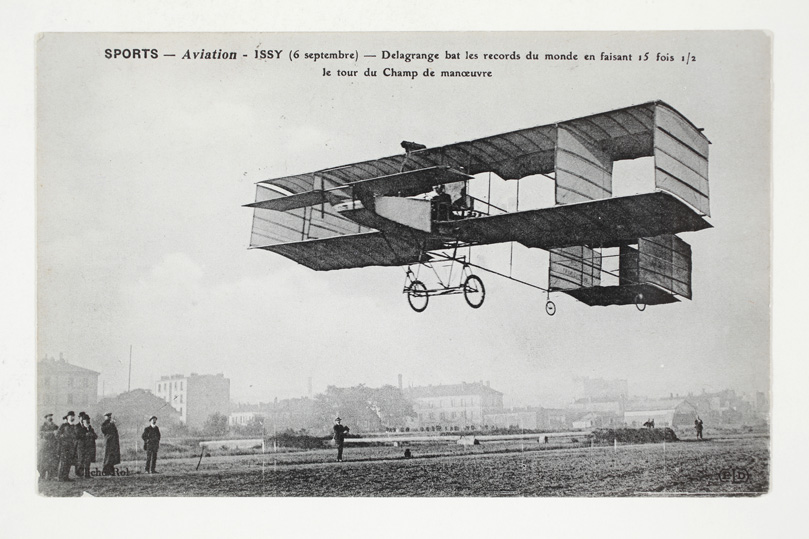
Delagrange bei seinem Weltrekord vom 6. September 1908 auf dem Flugplatz Issy-les-Moulineaux

Delagranges Leidenschaft war jedoch die Luftfahrt. 1907 bestellte er als einer der ersten Flugpioniere ein Doppeldeckerflugzeug von den Brüdern Voisin, die mit der Umsetzung dieses Auftrags, der Voisin-Delagrange I, den Prototyp ihres Erfolgsmodels Voisin Standard schufen und sich damit als Hersteller von Flugzeugen etablieren konnten. Seinen ersten öffentlichen Flug absolvierte er am 16. März 1907 im Parc de Bagatelle des Bois de Boulogne in Paris. Im gleichen Jahr wurde er zum Präsident des Aéro-Club de France gewählt. 1908 schließlich gab er die Bildhauerei auf, um sich ganz der Luftfahrt zu widmen.
Nach der Zerstörung der Delagrange I bestellte er im Herbst 1907 bei den Brüdern Voisin ein weiteres Flugzeug nach dem Vorbild der für Henry Farman gebauten Maschine Voisin-Farman I. Sie wurde Delagrange No. 2 genannt. Im Januar 1908 erfolgte der erste erfolgreiche Flug.
Bei Flugübungen auf dem Flugplatz Issy-les-Moulineaux nahm er am 21. März 1908 nach einem Bericht von Le Matin Henri Farman als ersten Flugpassagier mit, als er mit seiner Maschine in kurzen Sprüngen zum Hangar zurückflog. Delagrange bereiste Italien, wo er Flugvorführungen gab. Während einer Demonstration am 8. Juli 1908 in Turin machte er den weltweit ersten Flug mit einem weiblichen Flugpassagier, der befreundeten Bildhauerin Thérèse Peltier. Als Delagrange am 11. August 1908 die gut manöverierten Flugdemonstrationen von Wilbur Wright mit dem Wright Model A in Le Mans beobachtet hatte, war sein Kommentar laut Le Matin: „Wir sind geschlagen!“ (französisch Nous sommes battus) Im September 1908 stellte er einen Rekord auf, als er 24,5 Kilometer (15,2 Meilen) in 29 Minuten und 53 Sekunden zurücklegte; weitere Rekorde folgten. Im Oktober 1908 erhielt das Flugzeug Stoffbespannungen zwischen den Tragflächen und wurde in Delagrange No. 3 umbenannt. Das Flugzeug  wurde im Dezember 1908 auf dem Aero Salon in Paris ausgestellt.
Am 7. Januar 1909 war er der dritte der ersten acht Personen, die ein Flugzeugführerzertifikat des Aéro-Club de France ausgestellt bekamen. 1909 wurde er in die Ehrenlegion aufgenommen. Er nahm an Flugschauen und Luftrennen in Port-Aviation bei Viry-Châtillon, Reims, Spa und Doncaster teil.
Léon Delagrange starb am 4. Januar 1910 bei einem Flugunfall seines Eindeckers in Croix d'Hins bei Bordeaux. Das Flugzeug verlor wegen widriger Winde einen Flügel und stürzte ab, wobei sich Delagrange nicht aus der Maschine retten konnte; sein Schädel wurde vom Motor der „Blériot XI“ zerquetscht. Er war weltweit der vierte Pilot, der sein Leben in einen Flugzeugunfall verlor.

## Ehrungen
In mehreren Städten Frankreichs sind Straßen nach Delagrange benannt, so zum Beispiel die Rue Léon Delagrange in Paris, Issy-les-Moulineaux, Viry-Châtillon, Marcheprime und die Avenue Léon Delagrange in Orléans.
Die französische Post ehrte Delagrange 2010 mit dessen Abbild auf einer Briefmarke.